# 妙法寺 (南島原市)
妙法寺（みょうほうじ）は、長崎県南島原市布津町丙にある日蓮宗の寺院。山号は一乗山。旧本山は大本山妙顕寺(四条門流)。

## 歴史
明治18年（1885年）一心院日観（現在の南島原市布津町の生まれで福岡県うきは市の本仏寺2世、熊本市の本妙寺32世を務めた人物）の開山により創建した。創建後まもなく諸堂を焼失した。現在の本堂は平成元年（1989年）再建されたもの。

## 伽藍
- 本堂
- 位牌堂 - 平成元年（1989年）再建。
- 客殿 - 平成15年（2003年）建立。

## 参考資料
- 日蓮宗寺院大鑑編集委員会『宗祖第七百遠忌記念出版 日蓮宗寺院大鑑』大本山池上本門寺 (1981年)

## 公式サイト
- 公式ウェブサイト（日本語）

座標: 北緯32度42分14.4秒 東経130度20分14.8秒 / 北緯32.704000度 東経130.337444度